# La legge di Ueki
La legge di Ueki (うえきの法則?, Ueki no hōsoku) è un manga di Tsubasa Fukuchi, pubblicato sulla rivista giapponese Weekly Shōnen Sunday dal 2001 al 2004 e raccolto in 16 volumi. Il manga è stato pubblicato in Italia dal 2 luglio 2008 al 14 ottobre 2009 da Star Comics.
Dal fumetto è stato tratto anche un anime, ancora inedito in Italia, che conta 51 episodi in totale. L'anime, prodotto dallo Studio Deen, è stato trasmesso per la prima volta da TV Tokyo il 4 aprile 2005 e si è concluso il 27 marzo 2006.
Da settembre 2005 lo stesso autore ha iniziato a scrivere un seguito del manga, intitolato Ueki no hōsoku Plus (うえきの法則プラス?, Ueki no hōsoku Purasu) pubblicato sempre su Weekly Shōnen Sunday e conclusosi nel 2007, dopo 46 capitoli, poi raccolti in 5 volumi.

## Trama
La storia parla di Kosuke Ueki, un ragazzino della scuola media che ha il potere, alquanto bizzarro, di trasformare i rifiuti in alberi. Questo potere gli è stato donato dal professor Kobayashi, uno dei cento candidati a diventare Dio.
Ogni candidato alla carica di Dio, infatti, deve scegliere uno studente di scuola media a cui donerà un potere. Questo potere gli servirà per combattere in un torneo, il cui vincitore farà eleggere il candidato che gli ha donato i poteri alla carica di Dio.
Gli studenti devono però fare molta attenzione: se feriscono qualcuno con i loro poteri perdono un talento e chi finisce tutti i talenti scompare. Inoltre il vincitore del torneo avrà come premio il "Dono a carta bianca", ovvero potrà scegliere un qualsiasi talento da attribuirsi.
Dopo aver sconfitto vari nemici, Ueki, sotto consiglio dell'amica Ai Mori, fa visita al prof. Kobayashi e scopre che per ogni umano esiste una legge su cui si basa il destino di quest'ultimo, e che nel torneo che viene disputato dagli allievi dei candidati a Dio si possono modificare tali leggi. Infatti, per ogni nemico senza poteri che viene colpito da un potere donato da un candidato ad un allievo si perde un'abilità (essere amati, ballare, nuotare, studiare...), mentre sconfiggendo le persone dotate di potere, se ne guadagnano. Le abilità costituiscono la naturale predisposizione di una persona a fare una data cosa.
Mentre Ueki si batte negli scontri l'attuale Dio fa il resoconto della situazione riguardo al torneo, e controlla chi dimostra una certa abilità nei combattimenti, fra essi le punte di diamante sembrano essere: un ragazzo di nome Roberto Haidn, quello che secondo Dio si distingue maggiormente, Ueki, dotato di buon cuore, Li Hou, così forte da combattere senza usare il suo potere, Marilyn Carry, solo perché l'attuale Dio pensa sia carina e Seichiro Sano, equilibrato ed intelligente.
Un giorno, mentre Ueki andava a far visita a sua sorella, che viveva in un'altra città, incontra un ragazzo dalla bugia facile amante dell'Hip Hop di nome B.J. (Junichi Baba), e grazie al dono di ballare appena guadagnato, diventa suo amico, senza sapere che è anche lui un partecipante al torneo. Più tardi, Ai lo rincontra in un cantiere edile, mentre fa conoscenza con un altro partecipante piuttosto sfrontato. Quando però gli chiede il suo nome, la risposta lo fa impallidire in un istante: infatti, B.J. si presenta come il famigerato Haidn e mentre il nemico scappa, lo sconfigge con la sua capacità di trasformare le monete in vortici di vento. All'improvviso arriva Ueki, che senza aver capito ancora la situazione, attacca per sbaglio il ragazzo. Comincia così lo scontro tra i due, durante il quale si viene a sapere il nome dell'hip hopper. Il fatto che si presentasse con il nome di Roberto era solo una strategia che usava per spaventare o far arrendere i nemici, solo che non ebbe effetto su Ueki, anche perché non conosceva le terribili voci sul conto di Roberto Haidn. Così sconfigge B.J, nonostante tutto, Ueki, che non si è ancora reso conto della situazione, decide di risparmiarlo, anche se appena dopo viene sconfitto dal vero Roberto, che da B.J. viene a conoscenza della presenza di un ragazzo piuttosto forte partecipante al torneo di nome Kosuke Ueki.
Il giorno dopo Ueki viene a sapere da Kobayashi che l'amico B.J è stato ferito gravemente da Roberto, e nonostante la proibizione del professore di combattere contro Roberto e vendicarsi, il giorno seguente Ueki lo incontra nel parco di Kitainuzuka.
Lo scontro è a senso unico, in quanto Roberto riesce a parare e ad evitare tutti i colpi di Ueki utilizzando delle strane bolle che crea dalla bocca e dalle mani, capaci a seconda del colore di alterare il peso degli oggetti: rosso per appesantirli, blu per alleggerirli fino a farli volare. Ad un certo punto, con una bolla azzurra manda Ueki per aria, e ad un centinaio di metri da terra, Roberto la fa scoppiare, facendo precipitare Ueki.
Alla scena assiste il prof. Kobayashi, impotente in quanto i candidati a Dio non possono aiutare i propri pupilli, pena un viaggio di sola andata per l'inferno. Con un discorso, questi ricorda ai lettori come la presenza di Ueki abbia influito su tutte le persone che ha incontrato e come il suo senso di giustizia lo abbia portato alla morte per vendicare un amico. Proprio mentre mancavano pochi secondi alla morte di Ueki, questo fu preso all'ultimo da Kobayashi, che con un sorriso pensò: "Se tu sei stupido... io sono ancora più stupido di te!"
Poco prima di cadere negli inferi, Kobayashi spiega ad Ueki il perché lo aveva scelto. Lo aveva scelto per il suo senso di giustizia, che aveva sempre messo alla prova fino al limite, uscendo sempre soddisfatto da tali prove. Ueki spiegò che tale senso di giustizia era solo il riflesso di quello di un'altra persona: quello dello stesso Kobayashi, che quando Ueki era piccolo, aveva rischiato la sua vita per salvarlo dalla caduta da un grattacielo. Dal quel giorno Ueki visse con il desiderio di diventare leale e generoso come il suo salvatore.
Prima di cadere all'inferno, Kobayashi disse un'ultima cosa ad Ueki: "Ora lascia stare questi incontri! Vivi come preferisci! È la tua vita!" E per aiutarlo ulteriormente, si portò il pericoloso Roberto con sé! Tutto sembrava essersi risolto, ma non era così, perché nonostante Kobayashi avesse detto a Ueki di lasciare gli incontri, lui non aveva ancora perso il suo potere.
Qualche giorno dopo entrò in scena un nuovo personaggio: Fukusuke Hibiki, un ragazzino delle elementari, che, scoprendo accidentalmente il potere di Ueki, lo scambiò per "Il Grande demone dell'Albero", il cattivo del suo libro preferito. A causa di una serie di circostanze, si convinse sempre più che Ueki fosse proprio il demone travestito da umano. Intanto, quest'ultimo, cercando di capire di più su quel che erano i pensieri di Kobayashi, si infiltra a casa sua e scopre che il maestro già da un po' di tempo lo spiava e scopre anche che lo aveva prescelto perché era l'unica persona al mondo che lo sorprendeva per senso di giustizia.

### Ueki no hōsoku Plus
Due anni dopo la fine del torneo per l'elezione di un nuovo Dio, Kosuke Ueki è uno studente di terza media e frequenta ancora la scuola Hinokuni. Per qualche strana ragione, tutti nel mondo hanno perso la memoria compresi i suoi compagni che avevano partecipato con lui al torneo di due anni prima. Ueki è l'unico non affetto da questa amnesia e dovrà combattere per ripristinare la memoria di tutti. Seguirà, perciò, una piccola pecora di nome Wool in un altro mondo  dove conoscerà nuovi compagni e guadagnerà nuovi poteri.

## Personaggi
Kosuke Ueki (植木 耕助?, Ueki Kōsuke)
Il protagonista della storia. È uno studente di prima media che ha lo strano potere di trasformare i rifiuti in alberi. Tale potere, però, è stato limitato dal professor Kobayashi ai soli rifiuti che può stringere tra le sue mani. Tuttavia è Ueki a poter decidere cosa considerare un rifiuto. Ueki in giapponese vuol dire "uomo che pianta gli alberi". Andando avanti con la storia si scopre che Ueki è in realtà un abitante del mondo celeste (come i candidati alla carica di dio), il che spiega le sue straordinarie capacità fisiche; ed è inoltre in grado di servirsi di particolari armi chiamate Tesori sacri. Combinando il potere della crescita degli alberi con i suoi tesori sacri, Ueki è in grado di potenziarli notevolmente rispetto ad un comune abitante del mondo celeste. Nonostante di base Ueki possieda pochi talenti, ha la straordinaria capacità di influenzare nell'animo le persone che conosce, il che colpisce positivamente Kobayashi porlandolo a sacrificarsi per salvarlo da Roberto Haydn. Sarà Ueki ad ottenere il dono a carta bianca.
Ai Mori (森 あい?, Mori Ai)
Compagna di classe di Ueki. Inizia a pedinare il compagno pensando che sia strano, finché un giorno non assiste per caso al suo potere e si convince che è un alieno mandato sulla terra per conquistarla. Dopo aver scoperto la verità sui suoi poteri deciderà di aiutarlo e di proteggere i suoi talenti. Nel corso della storia Ai acquisisce anch'essa un potere da parte di un candidato, quello di far diventare l'avversario un patito degli occhiali, al punto da spingerlo a autoeliminarsi pur di non vederli rompere dalla stessa Ai; questo potere, all'apparenza insignificante, è invece molto insidioso, costituendo di fatto una sorta di lavaggio del cervello, e quindi non contrastabile in alcun modo. Anche Ai sarà dunque coinvolta nei combattimenti, ma grazie alla sua astuzia e allo spirito di adattamento riuscirà sempre a cavarsela.
Kobayashi (小林?, Kobayashi)
Chiamato anche Kobansen, è un professore di 30 anni che insegna alla scuola media Hinokuni, frequentata da Ueki e Ai. È uno dei candidati alla carica di Dio e dona a Ueki i suoi poteri per far sì che lo aiuti nell'impresa. Durante il combattimento tra Ueki e Roberto lo salva pur andando all'inferno. Durante la vicenda si ritrova tuttavia ad essere riammesso nella competizione come candidato di Ai.
Sano Seichiro
Studente del terzo anno di scuola media, ha il potere di trasformare le tovaglie gli asciugamani e i fazzoletti in metallo. Nonostante la sua principale intenzione era quella di combattere contro Ueki, alla fine diventa suo amico, anche grazie al fatto che hanno lo stesso senso di giustizia. Il suo tutore è Inumaru, amico di Kobayashi. Vuole ottenere il dono degli scavi per trovare una sorgente termale e evitare che persone disoneste abbiano il dono a carta bianca. Durante la storia Sano si unirà al gruppo dei dieci di Roberto Haydn perché minacciato da Carl P. Accio, che aveva applicato ad Inumaru una sanguisuga celeste Phentagon assopita. Per non farla risvegliare Sano avrebbe dovuto sconfiggere venti concorrenti. In seguito alla "morte" di Inumaru, Sano unirà le forze con Ueki per poter salvare lui e Kobasen dall'Inferno.
Rinko Jerrard
Studentessa del terzo anno di scuola media, con il potere di trasformare le biglie di vetro in bombe ed ex-membro del gruppo dei dieci di Roberto. Lei si era unita al gruppo perché innamorata di Roberto, ma in seguito all'incontro con Ueki ne viene influenzata e decide di schierarsi con lui per fermare Roberto e salvarlo. Rinko è un'amante degli animali di qualsiasi genere e si rifiuta di attaccarli anche se per difendersi. Lei è inoltre erede di una ricchissima famiglia e usa i soldi per sviluppare dispositivi per amplificare il suo potere. Verso la fine Rinko, sentendosi chiamare inutile da un avversario, sviluppa una seconda personalità: diventa spietata, implacabile e persino crudele verso gli animali; quando riprende il controllo non si ricorda più niente.
Hideyoshi Soya
Ha la stessa età di Ueki e Ai e ha il potere di trasformare la voce in ritratto. Nonostante il suo potere non sia pericoloso, Hideyoshi è dotato di una grande abilità nell'arte dell'inganno e di un grande ingegno, con i quali riesce a mettere in difficoltà anche gli avversari peggiori. Il candidato di Hideyoshi, Nero, è stato mandato all'inferno per averlo difeso durante una battaglia ed è stato poi sostituito da Zack, un individuo senza scrupoli che si allea con i mafiosi della terra pur di ottenere i suoi scopi. Zack voleva costringere Hideyoshi a partecipere con una squadra messa insieme da lui al torneo e, al suo rifiuto, cerca di distruggere l'orfanotrofio dove il ragazzo lavora, ma viene bloccato da Ueki; Hideyoshi decide allora di unirsi alla squadra di Ueki. Alla fine sarà proprio Hideyoshi a salvare Ueki dalla morte, perché verrà accidentalmente colpito da Ueki, che otterrà un dono in più per questo, evitando così di esaurire i suoi talenti.
Inumaru
Il candidato alla carica di Dio che si occupa di Sano. Ha un senso della giustizia uguale a quello di Kobayashi, di cui è una sorta di allievo. L'autore dice che Inumaru è stato creato solo per essere maltrattato da Kobasen e in effetti molto spesso Kobayashi approfitta dell'ingenuità dell'amico. Quando viene a sapere che Sano si è unito a Roberto solo perché minacciato da Carl P. Accio, decide di farsi spedire all'inferno donando un potere ad Ai per rendere vana questa minaccia. Verrà però riassegnato a Sano da Dio su richiesta di Ueki. Sarà lui infine a diventare Dio.
Il vecchio
Personaggio che non ha a che fare con la storia in sé, ma che appare in alcune scenette comiche alla fine dei volumi (o in mezzo) in qualità di vecchio saggio; è raffigurato come un robottino con una sigaretta senza qualche rotella.

### Avversari e nemici
Taira Maruo e Lafferty
Studente di terza media e sua candidata, entrambi individui scorretti e meschini. Taira è in grado di trasformare l'acqua che beve in fuoco; se gargarizza aumenta la potenza del suo fuoco, se sputa crea pallottole esplosive. Punta a ottenere il dono del dominio per controllare chiunque gli sbarri la strada ma viene subito sconfitto da Ueki. Per aver interferito nello scontro tra i due ragazzi, Lafferty verrà mandatà all'inferno.
Yasokichi Yamada
Viene sconfitto da Ueki prima di avere il tempo di rivelare il suo potere di trasformare i sassi in qualcosa di poco chiaro.
Adachi
Studente di prima media con il potere di trasformare il cotone in pali. Invidia Ueki per il suo dono della corsa e vuole ottenerlo con il dono a carta bianca. Diventa amico di Ueki dopo che lui sacrifica il dono della corsa per proteggerlo.
Li Hou
Ueki lo chiama "il patito degli allenamenti". Questo ragazzo punta a diventare il combattente di Ju-jitsu migliore del mondo e per questo mira a ottenere il dono delle lingue per poter viaggiare senza bisogno di imparare le altre lingue. Nel primo scontro con Ueki viene sconfitto ma non eliminato dal torneo. Ricomparirà alla fine come un ragazzo molto più potente di prima e insegnerà a Uekia padroneggiare la forza astrale. Il suo potere di trasformare il cappello in un bastone retrattile non viene mai mostrato in azione.
Junichi Baba
Detto B.J., è un hip-hopper capace di trasformare le monete il turbini di vento. Si spacciava per Roberto Haydn ma dopo essersi battuto con Ueki, perdendo rovinosamente, ha deciso di spacciarsi per lui ed è stato pesantemente battuto da Roberto, riportando gravi ferite. Aiuterà Ueki a sconfiggere l'uomo dall'Ombra Nera.
Roberto Haydn
L'antagonista principale di Ueki durante la prima fase del torneo. Possiede il potere di tramutare un ideale in realtà (per esempio, creando un cannone che non manchi mai il bersaglio, o uno scudo indistruttibile). Questo potere costa a Roberto un anno di vita ogni volta che viene applicato perciò egli ha messo insieme il Gruppo dei dieci, un gruppo di guerrieri scelti allo scopo di eliminare gli altri partecipanti senza farlo ricorrere al suo potere. Essendo anche un abitante del mondo celeste, Roberto è in grado di combinare il suo potere con i tesori sacri, rendendoli efficacissimi. Inoltre Roberto è in grado di padroneggiare il Livello Due, un potere aggiuntivo che acquisiscono solo gli individui dotati di potere più forti: il suo consiste nel cambiare il campo gravitazionale di ciò che colpisce con i suoi oggetti ideali. Il triste passato di Roberto lo ha portato ha nutrire un odio profondo verso l'umanità, tanto da spingerlo a puntare al dono a carta bianca allo scopo di annientarla, ma in seguito all'incontro con Ueki la sua convinzione vacillerà e per questo verrà rimpiazzato da Anon.
Boro T
Un ragazzo con 218 doni che è in grado di trasformare la sua fronte in diamante mettendosi le mani in tasca. Viene battuto da Ueki nonostante il suo vantaggio iniziale.
Monjiro Oniyama
Detto Oni-Mon, è un ragazzo di terza media perennemente annoiato. Possiede 299 doni e ha il potere di trasformare il terriccio che calcia in sfere di ferro. Nonostante il suo atteggiamento svogliato ha uno spiccato senso di giustizia e combatte lealmente i suoi incontri. Dopo aver perso contro Ueki lo aiuta a capire come battere l'Uomo dall'Ombra Nera. Voleva il dono di risollevare dalla crisi economica i villaggi per poter salvare il suo.
Anon il Guardiano
L'antagonista finale della vicenda. Anon è l'ultimo della stirpe dei guardiani, abitanti dell'inferno che cercano da sempre di invadere il mondo celeste. Oltre a possedere una forza straordinaria, queste creature sono in grado di inglobare altri esseri, acquisendone l'aspetto e le abilità. Dopo aver sconfitto con facilità Roberto, Anon si impossessa del suo corpo per partecipare al torneo. Il suo obbiettivo tuttavia si distacca da quello del resto della sua stirpe: tradendo i desideri del padre, Anon punta a far scomparire la vita da tutti i mondi(inferno, mondo celeste e terra) per poi restare solo e poter realizzare ogni suo sogno senza intoppi. Per farlo però egli deve prima eliminare tutti coloro che lo possano contrastare; per questo partecipa al torneo e si impossesserà del corpo di Dio per far sì che tutti siano costretti a sfidarlo. Verrà infine sconfitto da Ueki nell'ultimo scontro e comprenderà l'errore che ha commesso.

#### Gruppo dei dieci di Roberto
Sono un gruppo di individui dotati di potere eccezionalmente forti, radunati da Roberto per eliminare gli altri concorrenti. Esclusi Rinko e Sano, il gruppo dei dieci era composto da:
- L'uomo dall'ombra nera

Trasforma la sua ombra in burattini d'argilla chiamati Clayman. Sconfitto da Kamui Rosso.
- Kamui Rosso

Trasforma la sua ombra in un robot. Sconfitto da Ueki.
- Alessio Juliano

Trasforma il terriccio in alcune falci fluttuanti. Sconfitto dal Kurogane di Ueki. Voleva aprire un negozio di occhiali.
- Don

Trasforma il suo anello in un razzo. Sconfitto dal Masshu di Ueki. Voleva diventare culturista.
- Marco Maldini

Trasforma i pomodori in magma. Sconfitto dal Masshu di Ueki. Voleva diventare un cuoco giapponese.
- Becky Wolf

Trasforma i proiettili di gomma che spara in meteoriti. Sconfitta dal Masshu di Ueki. Voleva diventare una modella.
- L'Orco

Trasforma la sua spada di bambù in un paio di forbici giganti. Sconfitto dal Ranma di Ueki.
- Taro Myojin

Trasforma il suo fischio in un laser e una figurina in una sega circolare fluttuante. Sconfitto dal Masshu di Ueki.
- Yunpao

Trasforma l'elettricità in zucchero se spalanca gli occhi. Sconfitto dal Pick di Ueki.
- Kabara

Trasforma il mantello in ali e scaglia le piume taglienti come coltelli. Sconfitto da Rinko.
- Carl P. Accio

Detto Carpaccio, copia il potere di chi gli è stato vicino per più di ventiquattro ore. Sconfitto da Ueki.

#### Team della terza selezione
In seguito ai combattimenti, dei cento ragazzi iniziali ne rimangono venticinque. Durante la fase successiva del torneo questi individui formano delle squadre con un capitano designato da Dio stesso (a caso); chi nella squadra si dimostrerà il più forte alla fine otterrà il dono e i componenti della squadra metteranno ai voti chi diventerà il nuovo Dio. Oltre alla squadra di Ueki e a Li Hou e Anon(che sono soli), queste sono le squadre del torneo:
Team di Capucho
Composto da quattro elementi, questo team ha cercato di costringere Hideyoshi ad aiutarlo, istigato da Zack. Nonostante non appaia eccessivamente forte, risulta il penultimo team nella terza selezione, i poteri di cui sono dotati i suoi componenti sono di tutto rispetto:
- Capucho

Leader di prima media del gruppo con il potere di trasformare la voce in gas congelante. Al livello due riesce a far diventare il gas rosso, rendendo fragilissimo ciò che congela. Durante la fase tra Prima e Seconda selezione viene sconfitto dal Gulliver di Ueki.
- Nico

Seconda media. Ha una passione per i propri capelli, che è in grado di trasformare in una perforatrice in grado di trapassare il diamante. Quando si muove sottoterra arriva a 300 km/h e non emette nessun rumore mentre si muove. Un'ottima tattica è abbatterlo prima che abbia il tempo di andare sotto terra, come fa per due volte Ueki, prima con Pick poi con Kurogane.
- Ugo

Seconda media. Ha il potere di tramutare le sfere di gomma che lancia in acido solforico riuscendo a colpire il bersaglio con estrema precisione. Fin troppo sicuro di sé, viene per questo sconfitto da Hideyoshi.
- Mario

Seconda media. Ha il potere di trasformare il suo corpo in una gigantesca "Super Dynamic Elegant Ball". In questa forma è in grado di far svenire, e quindi di eliminare dal torneo, chiunque colpisca. La sua trasformazione lo trasforma in realtà in una palla da biliardo gigante ma farglielo notare lo fa infuriare terribilmente.
Team di Marilyn Carry
Composto da cinque elementi, tre ragazzi e due ragazze. Questi individui sono tutti di seconda media e hanno ricevuto un addestramento militare avanzato, essendo cresciuti in una zona di guerra. Possiedono un ottimo gioco di squadra e, dopo quello di Ueki, sono il team più affiatato. Due di loro sono passati al livello Due:
- Marilyn Carry

Leader del gruppo con il potere di trasformare un secondo in dieci. Durante questo lasso di tempo lei è in grado di muoversi liberamente mentre per l'avversario la percezione del tempo non cambia. Non può utilizzare armi mentre sfrutta questo potere. Al livello due tutti i colpi che sferra hanno una forza raddoppiata ma dopo un minuto lei esaurisce ogni energia. Marilyn è eccezionalmente abile nel corpo a corpo perché si allena fin da piccola per la promessa fattale dalla squadra di militari che quand'era bambina ha fatto amicizia con lei: se lei fosse diventata forte, loro avrebbero fatto ritorno da lei; in realtà questi uomini hanno perso la vita e Marilyn ha cercato di mascherare la sua tristezza con l'amore per la guerra. Dopo l'incontro con Ueki la sua visione cambia drasticamente.
- Baron

Maestro nella lotta con il coltello, possiede l'abilità di teletrasportarsi ovunque si trovi il suo coltello. Il suo potere al livello due gli consente di bloccare a terra i piedi di chiunque si trovi a 1 metro dal coltello lanciato. Nonostante l'aspetto truce e un ragazzo molto ingenuo e distratto, infatti è molto facile ingannarlo. Nella sfida con il team di Ueki viene sconfitto da Ueki con Masshu dopo un duro scontro.
- Matthew

Combattente abile sia nell'uso delle armi da fuoco, anche pesanti, sia nel corpo a corpo. Per potenziare le sue doti combattive si serve del potere di far arrivare a sei il numero delle sue braccia, riuscendo così ad aumentare il numero di armi che è in grado di impugnare. Matthew porta una benda sull'occhio destro e ha una passione per le belle ragazze. Verrà sconfitto da Sano, durante lo scontro dei due team, entrato in possesso del livello due. In quell'occasione si rende conto che ciò che lo rendeva felice nella battaglia era vedere Marilyn sorridere. Per questo si ripromette che avrebbe rivisto quel sorriso.
- Putting

Abilissimo nell'utilizzo delle granate. Funge da supporto alla squadra con il suo potere di trasformare la bocca in un magazzino extra-dimensionale. Durante lo scontro fra i team viene messo fuori gioco da Matthew, ingannato da un ritratto vocale di Hideyoshi. Dà il meglio di sé quando agisce in coppia con Memory.
- Memory

Il cervello nelle operazioni del team di Marilyn. Ha il potere di trasformare i progetti che disegna in realtà. Unendo le sue abilità a quelle di Putting riesce a produrre oltre mille trappole senza pause. Si può definire la vice di Marilyn durante le operazioni. Durante lo scontro col team di Ueki viene sconfitta da Ai, appena lei comprende il suo potere.
Team di Grano
È composto da cinque elementi. Ogni componente del team sembra avere una particolare passione che considera come un'arte (disegno, modellismo, poesia, karaoke) e la sfrutta in combattimento. Nonostante inizialmente appaiano molto forti, risulteranno i più deboli della terza selezione. I componenti della squadra sono:
- Grano

Il leader del gruppo. Ha l'abilità di tramutare un modellino nella sua forma reale. Al livello 2 è in grado di pilotare e controllare tutto ciò che trasforma. Questo gli permette di schierare in campo armi di qualunque genere (carri armati, mitragliatrici, elicotteri, robot giganti). Per poter trasformare un modellino deve però prima giocarci. Ciò gli impedisce di usare i modellini che non tiene in mano. Dopo essere stato ingannato da Hideyoshi viene sconfitto da Ueki e dal suo modellino durante la sfida dei team. Sfrutta impunemente il giovane Pecol.
- Guitar

Il secondo elemento, in quanto a forza, della squadra di Grano. Ha il potere di tramutare un indumento in una barriera, rendendolo invulnerabile. Al livello 2 è in grado di lanciare onde d'urto all'interno dei vestiti tramutati in barriera. Cerca di mascherare il suo potere con il karaoke, dicendo che è il canto a lanciare le onde d'urto. Sostiene che i deboli debbano essere eliminati. Viene sconfitto dal Namihana di Ueki, che lo colpisce in testa, l'unico punto non protetto dalla sua tuta. Ripete continuamente la parola 'Baby'.
- Pastello

Elemento del team di Grano amante del disegno. Fa coppia con Mukin nelle battaglie per via del suo potere, debole preso singolarmente, di tramutare il suo blocco da disegno in un tunnel warp per fare il solletico all'avversario. Nonostante inizialmente appaia piuttosto minaccioso, quando Mori lo vede la prima volta, si dimostra una persona piuttosto ingenua, cedendo facilmente alle lusinghe della ragazza. Viene sconfitto insieme a Mukin dalla coppia Sano-Rinko nello scontro col team di Ueki.
- Mukin

L'artista della poesia del team di Grano. Ha il potere di trasformare le sue opere, in realtà stupide freddure, in realtà se il suo avversario ride quando le decanta. Per questo agisce in squadra con pastello che usa il suo potere per far ridere il nemico. Anche lui, come il compagno si fa spesso abbindolare dalle lusinghe.
- Pecol

Il giovane fotografo del team di Grano. Non ama i combattimenti ma, spinto dalla sua mancanza di carattere si unisce al team di Grano. Succube delle prepotenze del suo capo, usa il suo potere, tramutare una foto in un modellino del soggetto, per ampliare l'arsenale di Grano. Alla fine si ribellerà e deciderà di abbandonare il suo team durante la terza selezione, ispirato dal coraggio di Ueki.

## Media

### Manga
Il manga è stato scritto da Tsubasa Fukuchi e serializzato dall'8 agosto 2001 al 27 ottobre 2004 sulla rivista Weekly Shōnen Sunday edita da Shogakukan. In seguito i vari capitoli sono stati raccolti in sedici volumi tankōbon pubblicati tra il 18 dicembre 2001 ed il 14 gennaio 2006.
In Italia la serie è stata pubblicata la prima serie edita da Star Comics nella collana UP dal 2 luglio 2008 al 14 ottobre 2009.

#### Volumi
| 1  | 18 dicembre 2001 | ISBN 4-09-126341-0 | 2 luglio 2008     |
| 1  | Capitoli - 1. Kosuke Ueki è un extraterrestre? (宇宙人・植木耕介？?, Uchūbito Ueki Kōsuke?) - 2. La decisione di Ai Mori (森あいの決意?, Mori Ai no ketsui) - 3. Suzuki Sakura, il ragazzo feroce (最恐の男・鈴木桜?, Saikyō no otoko Suzuki Sakura) - 4. Uno non picchia e l'altro non fugge (殴らない奴と逃げない奴?, Naguranai yakko to nigenai yatsu) - 5. Una ragione per diventare forte (強くなる理由?, Tsuyoku naru riyū) - 6. L'inizio del gioco di combattimento (バトルゲーム開始?, Batoru Gēmu kaishi) - 7. Pessima compatibilità! (相性最悪?, Aishō saiaku!) - 8. Infrazione al regolamento (ルール違反?, Rūru ihan) |                    |                   |
| 2  | 18 febbraio 2002 | ISBN 4-09-126342-9 | 20 agosto 2008    |
| 2  | Capitoli - 9. L'uomo di nome Seiichiro Sano - 10. Un motivo per arrabbiarsi - 11. Nascita di un rivale - 12. La legge di Ueki - 13. Le sorti del mondo in un combattimento - 14. Li Hou, l'uomo che pratica il jujitsu - 15. Un motivo per non usare il potere - 16. Il combattimento che va oltre il potere - 17. B.J., un hip-hopper bugiardo! - 18. Ecco Roberto! |                    |                   |
| 3  | 18 maggio 2002 | ISBN 4-09-126343-7 | 18 settembre 2008 |
| 3  | Capitoli - 19. Piacere! - 20. La rossa e l'azzurra - 21. L'istante fatale - 22. L'incontro - 23. Il grande demone dell'albero - 24. Il testamento di Kobasen - 25. Il nuovo incaricato - 26. Il combattimento tra 215 e 8 - 27. La vera natura di Yocchan - 28. Testa per testa! |                    |                   |
| 4  | 18 maggio 2002 | ISBN 4-09-126344-5 | 21 ottobre 2008   |
| 4  | Capitoli - 29. È apparso l'eroe! - 30. Agire con lealtà - 31. Con il massimo impegno - 32. Gli allenamenti speciali di Oni-mon - 33. Ritrovarsi - 34. I visitatori - 35. L'uomo dall'ombra nera - 36. Giustizia non ripagata - 37. Infrazione alla regola - 38. Un tipo misterioso |                    |                   |
| 5  | 18 ottobre 2002 | ISBN 4-09-126345-3 | 20 novembre 2008  |
| 5  | Capitoli - 39. Un invito inaspettato - 40. L'entrata nel gruppo - 41. Impossibile! - 42. Il dono inviato dal cielo - 43. Una grande decisione - 44. Una stella - 45. Tesori sacri - 46. La confessione - 47. Don, the powerful |                    |                   |
| 6  | 18 dicembre 2002 | ISBN 4-09-126346-1 | 18 dicembre 2008  |
| 6  | Capitoli - 48. Voglio diventare più forte! - 49. La sfida di 24 ore - 50. Il cuoco della morte - 51. La giustizia di Kobasen - 52. Il tradimento di Rinko - 53. Il limite - 54. Tenko & Rinko, combattimento mortale! - 55. La forza del nuovo essere celeste - 56. I due poteri |                    |                   |
| 7  | 18 febbraio 2003 | ISBN 4-09-126347-X | 23 gennaio 2009   |
| 7  | Capitoli - 57. Il punto debole degli attacchi di Myojin - 58. Kurogane contro Laser! - 59. Lui è un mio amico! - 60. Un tentativo a rischio della vita! - 61. Dogra Mansion - 62. Il potere di trasformare l'elettricità in zucchero - 63. Come puoi rimediare?! - 64. Le tattiche di Mori - 65. La sfida per rubarsi i capelli - 66. Il bersaglio della caccia |                    |                   |
| 8  | 17 maggio 2003 | ISBN 4-09-126348-8 | 19 febbraio 2009  |
| 8  | Capitoli - 67. Commetti un grosso errore! - 68. Affrontami seriamente! - 69. La gara di forza - 70. La sfida del salto della corda - 71. Il segreto di Sano - 72. Il vanto di Inumaru - 73. Non mi lascerò sconfiggere! - 74. I poteri del gruppo dei dieci VS Ueki - 75. Il mio pensiero - 76. Un bambino proveniente dal mondo celeste |                    |                   |
| 9  | 8 agosto 2003 | ISBN 4-09-126349-6 | 19 marzo 2009     |
| 9  | Capitoli - 77. Una risata che riecheggia nel buio - 78. La giustizia di Ueki - 79. La differenza tra i due - 80. Le ferite di Ueki - 81. Sano e Rinko - 82. Il motivo per cui combatto - 83. Esatto! - 84. Non c'è niente da fare - 85. Anon - 86. L'incontro |                    |                   |
| 10 | 18 ottobre 2003 | ISBN 4-09-126350-X | 20 aprile 2009    |
| 10 | Capitoli - 87. Entra in scena Hideyoshi! - 88. Il complotto di Zac - 89. Hideyoshi vs Ugo - 90. Combattimento sulla difensiva - 91. Uno scontro al livello della seconda selezione - 92. Il passato di Hideyoshi - 93. Com'è lunga la strada per diventare assistente! - 94. L'ultima occasione per l'organo risvegliatore - 95. Devo fermarlo! |                    |                   |
| 11 | 18 dicembre 2003 | ISBN 4-09-127031-X | 20 maggio 2009    |
| 11 | Capitoli - 96. I ghiaccioli - 97. La partenza - 98. L'inizio... - 99. Il potere del nemico - 100. Intelligenza VS forza! - 101. Gioco di squadra - 102. Una lite - 103. La coppia più forte - 104. La vera forza - 105. Scontro tra leader |                    |                   |
| 12 | 18 marzo 2004 | ISBN 4-09-127032-8 | 25 giugno 2009    |
| 12 | Capitoli - 106. La forza ella decisione - 107. Il riposo dei combattenti - 108. Ueki vs. Li Hou! - 109. La forza e il contenitore - 110. La vita in carcere - 111. Inizia il combattimento contro Marilyn - 112. La tattica di Ueki - 113. La differenza tra le forze - 114. Il miglior modo di combattere - 115. Scontro ad armi pari |                    |                   |
| 13 | 18 maggio 2004 | ISBN 4-09-127033-6 | 15 luglio 2009    |
| 13 | Capitoli - 116. Il combattimento dei compagni - 117. La forza di aiutarsi a vicenda - 118. La prova di essere veri amici! - 119. La via di fuga - 120. Non li lascerò morire! - 121. Non ti permetterò di inseguirli! - 122. Differenza tra capacità - 123. Il risveglio della forza di Sano - 124. È davvero divertente?! - 125. Combatti! |                    |                   |
| 14 | 6 agosto 2004 | ISBN 4-09-127034-4 | 26 agosto 2009    |
| 14 | Capitoli - 126. Qual è il fattore decisivo...?! - 127. Nell'infermeria - 128. Un imprevisto - 129. Quale preferisci? - 130. Pag - 131. La squadra di Barou - 132. Ban! Tesori sacri! Rinko! - 133. Il corpo d'armata degli abitanti del mondo celeste - 134. Un vero uomo è... - 135. Ostinazione |                    |                   |
| 15 | 18 novembre 2004 | ISBN 4-09-127035-2 | 16 settembre 2009 |
| 15 | Capitoli - 136. Come previsto - 137. È tutto qui! - 138. Kosuke Ueki a zero stelle - 139. Il motivo della rinuncia ai tesori sacri - 140. Il potere di Ueki - 141. L'obiettivo di Barou - 142. God when young (Dio da giovane) - 143. La ragazza del destino - 144. Dio vs. Margaret - 145. La vigilia della quarta selezione - Mini side story: il giorno di riposo di Sano |                    |                   |
| 16 | 14 gennaio 2005 | ISBN 4-09-127036-0 | 14 ottobre 2009   |
| 16 | Capitoli - 146. Le regole di Anon - 147. Inizia la quarta selezione! - 148. Il complotto di Margaret - 149. I sentimenti di ciascuno - 150. Non devi morire! - 151. Ueki vs. Anon - 152. Il simbolo della forza - 153. Il combattimento decisivo! - 154. Il dono a carta bianca |                    |                   |

#### Ueki no hōsoku Plus
Una seconda serie intitolata Ueki no hōsoku Plus è stata serializzata dal 20 aprile 2005 al 4 luglio 2007 sempre su Weekly Shōnen Sunday. I capitoli sono stati raccolti in cinque volumi tankōbon dall'8 agosto 2005 al 18 settembre 2007.
| 1 | 8 agosto 2005 | ISBN 978-4-09-127037-5 | — |
| 1 | Capitoli - 01. (一期一会の決意?, Ichi-go ichi-e no ketsui) - 02. (繁華界（はんかがい）へ…?, Hankagai (hankagai) e…) - 03. (職（ジョブ）能力って何だ??, Shoku (jobu) nōryoku ttenanida?) - 04. (vs店長バトル!!?, Vs tenchō batoru!!) - 05. (洗濯機の試練?, Sentakuki no shiren) - 06. (ナガラの頼み?, Nagara no tanomi) - 07. (ハイジの筋?, Haiji no suji) |                        |   |
| 2 | 18 novembre 2005 | ISBN 978-4-09-127038-2 | — |
| 3 | 18 gennaio 2007 | ISBN 978-4-09-120877-4 | — |
| 4 | 18 giugno 2007 | ISBN 978-4-09-121080-7 | — |
| 5 | 18 settembre 2007 | ISBN 978-4-09-121189-7 | — |

### Anime
Un adattamento anime diretto da Hiroshi Watanabe e prodotto dallo studio d'animazione Studio Deen, è stato trasmesso su Animax dal 4 aprile 2005 al 27 marzo 2006 per un totale di cinquantuno episodi.

#### Episodi
| Nº | Giapponese 「Kanji」 - Rōmaji                                                        | In onda           | In onda |
| Nº | Giapponese 「Kanji」 - Rōmaji                                                        | Giapponese        |         |
| 1  | 「植木耕助・正義の法則」 - Ueki Kōsuke, seigi no hōsoku                              | 4 aprile 2005     |         |
| 2  | 「バトル開始 !! の法則」 - Batoru kaishi!! No hōsoku                                 | 11 aprile 2005    |         |
| 3  | 「才の法則」 - Zai no hōsoku                                                         | 18 aprile 2005    |         |
| 4  | 「体術の男・李崩の法則」 - Taijutsu no otoko, rihō no hōsoku                         | 25 aprile 2005    |         |
| 5  | 「最強能力者ロベルト・ハイドンの法則」 - Saikyō nōryokusha Roberuto Haidon no hōsoku | 2 maggio 2005     |         |
| 6  | 「さらばの法則」 - Saraba no hōsoku                                                  | 9 maggio 2005     |         |
| 7  | 「コバセンの法則」 - Kobasen no hōsoku                                               | 16 maggio 2005    |         |
| 8  | 「正々堂々！鬼紋の法則」 - Seisei dōdō! Onimon no hōsoku                             | 23 maggio 2005    |         |
| 9  | 「｢鬼紋の特訓の法則」 - Onimon no tokugun no hōsoku                                  | 30 maggio 2005    |         |
| 10 | 「むくわれぬ正義の法則」 - Mukuwarenu seigi no hōsoku                                | 6 giugno 2005     |         |
| 11 | 「ロベルト十団の法則」 - Roberuto jūdan no hōsoku                                    | 13 giugno 2005    |         |
| 12 | 「天界人の法則」 - Tenkaijin no hōsoku                                               | 20 giugno 2005    |         |
| 13 | 「｢天界獣の法則」 - Tenkaijū no hōsoku                                               | 27 giugno 2005    |         |
| 14 | 「｢覚醒臓器の法則」 - Kakusei zōki no hōsoku                                         | 4 luglio 2005     |         |
| 15 | 「｢鈴子の法則」 - Rinko no hōsoku                                                    | 11 luglio 2005    |         |
| 16 | 「｢新天界人（ネオ）の法則」 - Neo no hōsoku                                          | 18 luglio 2005    |         |
| 17 | 「｢二つの能力（ちから）の法則」 - Futatsu no chikara no hōsoku                       | 25 luglio 2005    |         |
| 18 | 「戦慄！ドグラマンションの法則」 - Senritsu! Dogura manshion no hōsoku               | 1º agosto 2005    |         |
| 19 | 「コサックダンスの法則」 - Kosakku Dansu no hōsoku                                   | 8 agosto 2005     |         |
| 20 | 「ネコとねずみの法則」 - Neko to nezumi no hōsoku                                    | 15 agosto 2005    |         |
| 21 | 「佐野清一郎の法則」 - Sano Seiichiro no hōsoku                                      | 22 agosto 2005    |         |
| 22 | 「犬丸の法則」 - Inumaru no hōsoku                                                   | 29 agosto 2005    |         |
| 23 | 「植木VS十団の法則」 - Ueki VS Jūdan no hōsoku                                       | 5 settembre 2005  |         |
| 24 | 「少年ロベルトの法則」 - Shonen Roberuto no hōsoku                                   | 12 settembre 2005 |         |
| 25 | 「復活！コバセンの法則」 - Fukkatsu! Kobasen no hōsoku                               | 19 settembre 2005 |         |
| 26 | 「恐怖！アノンの法則」 - Kyōfu! Anon no hōsoku                                       | 26 settembre 2005 |         |
| 27 | 「ヒデヨシの法則」 - Hideyoshi no hōsoku                                             | 3 ottobre 2005    |         |
| 28 | 「たいようの家の法則」 - Taiyō no ie no hōsoku                                       | 10 ottobre 2005   |         |
| 29 | 「死なないでテンコの法則」 - Shinanaide Tenko no hōsoku                              | 17 ottobre 2005   |         |
| 30 | 「三次選考の法則」 - Sanji senkō no hōsoku                                           | 24 ottobre 2005   |         |
| 31 | 「最強タッグの法則」 - Saikyō Taggu no hōsoku                                        | 31 ottobre 2005   |         |
| 32 | 「本当の強さ！の法則」 - Hontō no tsuyosa! no hōsoku                                 | 7 novembre 2005   |         |
| 33 | 「激突！植木VS李崩の法則」 - Gekitotsu! Ueki VS Rihō no hōsoku                       | 14 novembre 2005  |         |
| 34 | 「マリリンチームの法則」 - Maririn Chiimu no hōsoku                                  | 21 novembre 2005  |         |
| 35 | 「はかったなあぁぁああ！の法則」 - Hakattanaaaaaa! No hōsoku                         | 28 novembre 2005  |         |
| 36 | 「仲間の証明の法則」 - Nakama no shōmei no hōsoku                                    | 5 dicembre 2005   |         |
| 37 | 「神器の弱点の法則」 - Jinki no jyakuten no hōsoku                                   | 12 dicembre 2005  |         |
| 38 | 「佐野・覚醒!!の法則」 - Sano, kakusei!! no hōsoku                                   | 19 dicembre 2005  |         |
| 39 | 「閉ざされた心の法則」 - Tozasareta kororo no hōsoku                                 | 26 dicembre 2005  |         |
| 40 | 「素晴らしい”あい”の法則」 - Subarashii "Ai" no hōsoku                               | 2 gennaio 2006    |         |
| 41 | 「本物と偽者の法則」 - Honmono to nisemono no hōsoku                                 | 9 gennaio 2006    |         |
| 42 | 「バロウチームの法則」 - Barou Chiimu no hōsoku                                      | 16 gennaio 2006   |         |
| 43 | 「ぶりっ娘ポーズの法則」 - Burikko Poozu no hōsoku                                   | 23 gennaio 2006   |         |
| 44 | 「植木・レベル２！の法則」 - Ueki, Reberu 2! No hōsoku                               | 30 gennaio 2006   |         |
| 45 | 「過去からの攻撃の法則」 - Kako kara no kōgeki no hōsoku                             | 6 febbraio 2006   |         |
| 46 | 「神と少女と未来の法則」 - Kami to shōjo to mirai no hōsoku                          | 20 febbraio 2006  |         |
| 47 | 「神になったアノンの法則」 - Kami ni natta Anon no hōsoku                            | 27 febbraio 2006  |         |
| 48 | 「第四次選考の法則」 - Daiyonji senkoku no hōsoku                                    | 6 marzo 2006      |         |
| 49 | 「十ツ星の法則」 - Jūtsu hoshi no hōsoku                                             | 13 marzo 2006     |         |
| 50 | 「植木VSアノンの法則」 - Ueki vs Anon no hōsoku                                      | 20 marzo 2006     |         |
| 51 | 「空白の才の法則」 - Kūhaku no zai no hōsoku                                         | 27 marzo 2006     |         |

### Videogiochi
Dalla serie sono stati tratti due videogiochi d'azione, usciti esclusivamente in Giappone.
Il primo si intitola Ueki no Hōsoku: Taosu ze Roberuto Jūdan!! (うえきの法則: 倒ぜロベルト十団!?), sviluppato e pubblicato da Bandai, è uscito il 26 gennaio 2006 per PlayStation 2.
Il secondo invece è Ueki no Hōsoku: Jingi Sakuretsu! Nōryokusha Battle (うえきの法則: 神器炸裂!能力者バトル?), sviluppato e pubblicato da Banpresto, è uscito il 2 marzo 2006 per Game Boy Advance.